# Stade marocain (handball)
 (signalé en août 2025).
Si vous disposez d'ouvrages ou d'articles de référence ou si vous connaissez des sites web de qualité traitant du thème abordé ici, merci de compléter l'article en donnant les références utiles à sa vérifiabilité et en les liant à la section « Notes et références ».
- Archive Wikiwix
- Bing
- Cairn
- DuckDuckGo
- E. Universalis
- Gallica
- Google
- G. Books
- G. News
- G. Scholar
- Persée
- Qwant
- (zh) Baidu
- (ru) Yandex
- (wd) trouver des œuvres sur Wikidata

Ne pas confondre avec le FAR de Rabat, un autre club de Rabat.
Maillots
La section handball du Stade marocain est un club de handball situé à Rabat au Maroc. 

## Palmarès
- Championnat du Maroc (2) :
  - Champion : 1947, 1961

Campagne européenne
| Saison    | Compétition               | Lieux et date                | Manche       | Club          | Score | Club        |
| --------- | ------------------------- | ---------------------------- | ------------ | ------------- | ----- | ----------- |
| 1961-1962 | Coupe des clubs champions | Granollers, 12 novembre 1961 | Premier tour | BM Granollers | 28-13 | CS Marocain |